# Les Crimes de Snowtown
Pour plus de détails, voir Fiche technique et Distribution.
Les Crimes de Snowtown (Snowtown) est un drame australien réalisé par Justin Kurzel et sorti le 19 mai 2011. Il s'agit de l'adaptation d'un fait-divers appelé les meurtres de Snowtown (en),.

## Synopsis
Dans les quartiers déshérités d'Adelaïde, un inconnu charismatique, le tueur en série John Bunting s'immisce au sein d'une famille victime de pédophilie et d'inceste en entraînant l'un des fils, James, dans sa croisade.

## Fiche technique
- Titre original : Snowtown
- Titre français : Les Crimes de Snowtown
- Réalisation : Justin Kurzel
- Scénario : Shaun Grant d'après un sujet de Shaun Grant et Justin Kurzel
- Direction artistique : Fiona Crombie
- Décors : Chris Jobson
- Photographie : Adam Arkapaw
- Montage : Veronika Jenet
- Musique : Jed Kurzel
- Production : Anna McLeish et Sarah Shaw
- Société(s) de production : Screen Australia et Warp X Australia
- Société(s) de distribution :   Madman Entertainment
- Budget: 3 000 000 $
- Pays d'origine :  Australie
- Langue : Anglais
- Format : Couleur - 35mm - 2.35:1 -  Son Dolby numérique
- Genre : Drame
- Durée : 119 minutes
- Dates de sortie :
  -  Australie : 25 février 2011 (Festival du film d'Adélaïde)
  -  Australie : 19 mai 2011

## Distribution
- Daniel Henshall : John Bunting
- Lucas Pittaway : James Vlassakis
- Bob Adriaens : Gavin
- Louise Harris : Elizabeth Harvey
- Frank Cwiertniak : Jeffrey
- Matthew Howard : Nicholas
- Marcus Howard : Alex
- Anthony Groves : Troy
- Richard Green : Barry

## Distinctions

### Récompenses
- Festival du film d'Adélaïde 2011 : Prix du jury
- Festival de Cannes 2011 : Semaine de la critique, mention spéciale du président du jury
- AACTA Awards 2012 :
  - Meilleur réalisateur pour Justin Kurzel
  - Meilleur acteur pour Daniel Henshall
  - Meilleure actrice dans un second rôle pour Louise Harris
  - Meilleur scénario adapté pour Shaun Grant
  - Meilleur montage pour Veronika Jenet
  - Meilleur son pour Frank Lipson, Andrew McGrath, Des Kenneally, Michael Carden, John Simpson et Erin McKimm
- Australian Film Critics Association Awards 2012 :
  - Meilleur film
  - Meilleur réalisateur pour Justin Kurzel
  - Meilleur acteur pour Daniel Henshall
  - Meilleur scénario pour Shaun Grant
- Film Critics Circle of Australia Awards 2012 :
  - Meilleur film
  - Meilleur réalisateur pour Justin Kurzel
  - Meilleur acteur pour Daniel Henshall

### Nominations
- AACTA Awards 2012 :
  - Meilleur film
  - Meilleure photographie pour Adam Arkapaw
  - Meilleure musique de film pour Shaun Grant
  - AFI Members' Choice Award